# ريكاردو كيب
ريكاردو كيب (بالهولندية: Ricardo Kip) (15 مارس 1992 برايسفايك في هولندا - ) هو لاعب كرة قدم هولندي في مركز الوسط. لعب مع المير سيتي.

## روابط خارجية
- ريكاردو كيب على موقع قاعدة بيانات كرة القدم.إي يو (الإنجليزية)
- ريكاردو كيب على موقع عالم كرة القدم.نت (الإنجليزية)